# B92
B92（Б92）は、セルビアのベオグラードに本拠地を置く全国的な放送局である。B92の主なターゲット層は都市部の市民や若者である。その番組は自由主義的な政治傾向を持っている。CEOのヴェラン・マティッチ（Veran Matić）は創業者の一人である。
B92放送局は、スロボダン・ミロシェヴィッチ政権下では数少ない独立系のメディアであり、ミロシェヴィッチが政権の座にあった1990年代において、ベオグラードで起こった数多くのデモ活動を後押しした。このため、B92は1998年、MTVヨーロッパ・ミュージック・アワードの「MTV Free Your Mind」賞を受賞したのをはじめ、多くのジャーナリズムや人権のための戦いに対する賞を送られている。B92はベストセラーの『This is Serbia Calling』の主題として取り上げられている。
2008年4月、B92は24時間放送の2つめの放送チャンネルを解説し、ケーブルテレビを通じて配信を始めた。

## 歴史

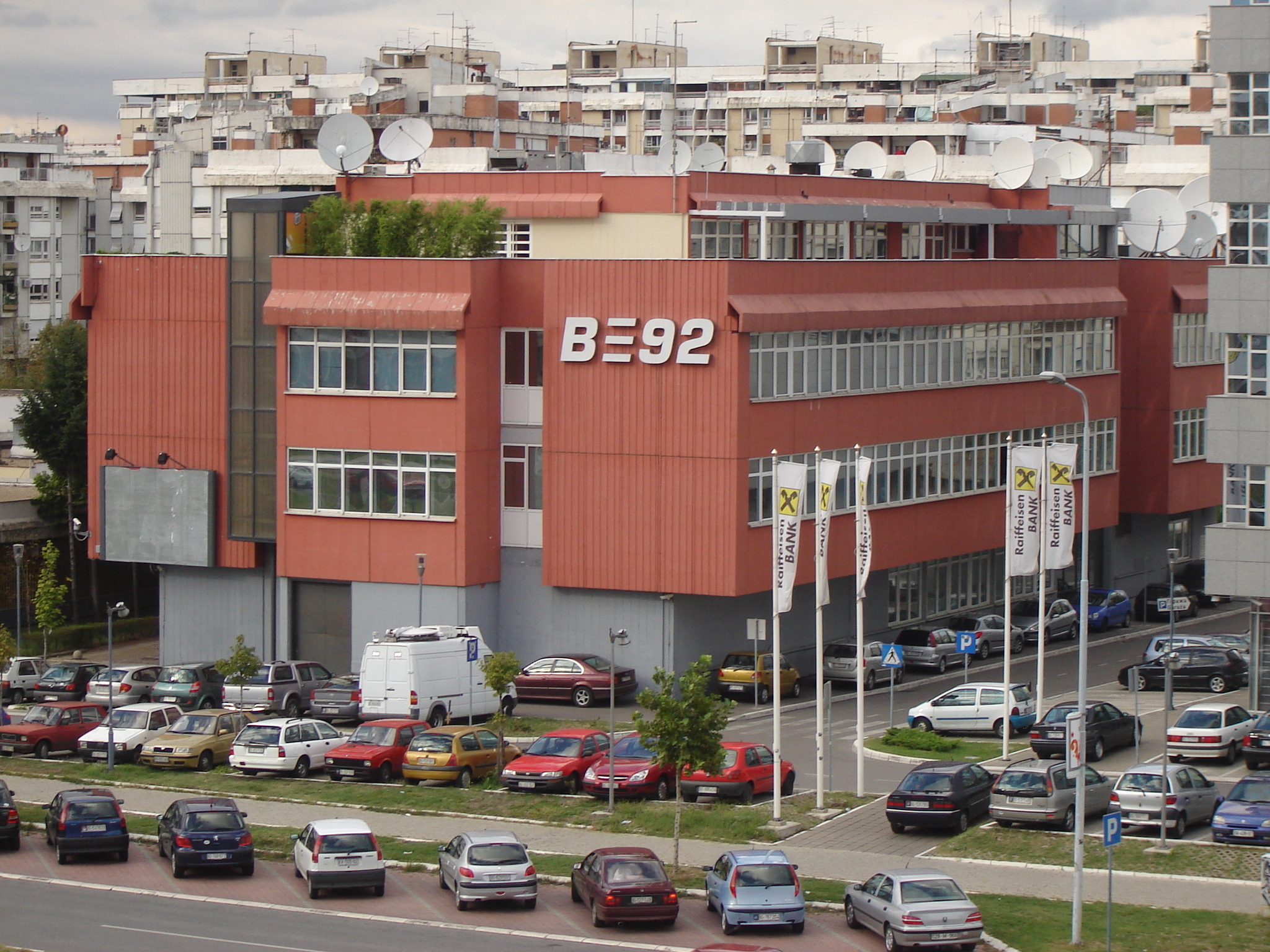
ノヴィ・ベオグラード地区にあるB92の本社

B92のラジオ放送局は1989年に開局したが、その黎明期には当局によって何度も閉鎖の措置を受けている。また、1999年に北大西洋条約機構（NATO）がセルビアを空爆した際には放送を停止させられ、政府関係者によってB92の放送の独立性に対して介入が行われた。2000年の5月には政府軍によって占拠されたが、「B2-92」と称して秘密放送局からインターネットを使ってニュースの配信は続けられ、2000年10月にスロボダン・ミロシェヴィッチ政権が失脚した後、両放送局は再統合された。それ以降、ニュースと音楽を主体として放送が続けられている。
B92はまた、テレビ放送局とインターネット・ポータル、ISP、CDや書籍の販売も始めている。

## ラジオ
B92のラジオ放送局は1989年5月にベオグラードにて、もっぱら若者向けの放送局として開局した。やがて幅広い層を対象とした地域的なニュース放送局となっていった。ラジオ放送は毎日40万人の聴取者があり、域内に80の競合ラジオ局がある中で、ラジオ聴取者の35%程度を占めている。B92の放送は、ヴォイヴォディナおよび中央セルビアをカバーしている。
主要な番組としては、中継、あるいは場合によっては録音された著名人のインタビューを紹介する「カジプルスト」（Kažiprst、「人差し指」）、リベラルなトークショー番組の「ペシュチャニ」（Peščanik、「砂時計」）、朝の番組「ディザニェ」（Dizanje、「起床」）などがある。

## テレビ
2000年9月、B92はベオグラード都市圏とヴォイヴォディナの一部をカバーするローカル・テレビ局として開局した。その後数年間にわたって、B92テレビ局は放送範囲を拡大し、コソボを除くセルビアのほとんどの場所で見られるようになった。
2006年4月、B92は公式にRTVピンク（TV Pink）、フォックス・テレヴィジヤ（Fox Televizija）、TVアヴァラ（TV Avala）、TVコシャヴァ（TV Košava）と並ぶ全国放送の局となった。B92テレビ放送局の主要なレギュラー番組には、オーリャ・ベチコヴィッチ（Olja Bećković）のウティサク・ネデリェ（Utisak nedelje、「今週のインプレッション」）、ユーゴスラヴ・チョシッチ（Jugoslav Ćosić）とアントネラ・リハ（Antonela Riha）の「ポリグラフ」（Poligraf）、アレクサンダル・ティモフェイェヴ（Aleksandar Timofejev）による「ティモフェイェヴ」（Timofejev）などがある。ブランキツァ・スタンコヴィッチ（Brankica Stanković）の「インサイデル」（Insajder、「インサイダー」）は断続的に続けられており、セルビアのテレビ番組では珍しい調査報道の番組である。ゾラン・ツヴィヤノヴィッチ（Zoran Cvijanović）によるショート・コメディのシリーズ「ミレ vs トランジツィヤ」（Mile vs. Tranzicija）は熱烈な人気がある。
B92は近年は商業主義化の傾向がみられる。2006年からは、セルビア版「ビッグ・ブラザー」であるリアリティ番組の「ヴェリキ・ブラット」（Veliki brat）を主催しており、高い視聴率を出す一方で、旧来からの視聴者による非難をうけている。この商業主義化の傾向は「ウズミ・イリ・オスタヴィ」（Uzmi ili ostavi）やジェリテ・リ・ダ・ポスタネテ・ミリオネル?（Želite li da postanete milioner?）の両クイズ番組（それぞれ「ディール・オア・ノー・ディール」と「フー・ウォンツ・トゥ・ビー・ア・ミリオネア」のセルビア版）にも見られる。
B92は2003年9月からUEFAチャンピオンズリーグおよびUEFA European U-21 C'shipのセルビア市場での放映権を保持している。

### 2008/09シーズン
10月から始まったこのシーズンの最大のプロジェクトはオペラツィヤ・トリユンフ（Operacija Trijumf）であった。オペラツィヤ・トリウンフは、スター・アカデミーと同様の歌手オーディションを行うリアリティ番組であり、旧ユーゴスラビア諸国の各地から集まった歌手志望者たちが寮生活を送る。番組はモンテネグロ（インTV en）、クロアチア（ノヴァTV en）、スロベニア、マケドニア共和国、ボスニア・ヘルツェゴビナでも放送された。B92はまた向こう4年間にわたってウィンブルドン選手権を放映する権利を得ている。

### 2007/08シーズン
このシーズンは2007年9月から2008年7月まで続き、B92は商業主義的な番組構成を強化した。このシーズンが始まる前の2007年夏には、新番組について大規模に宣伝を行った。
B92は、「ネシャ・マラ・クリニカ」（Naša mala klinika）と題された番組の放映権を獲得した。番組は街の郊外の小さな医療現場を舞台としている。番組では多くのセルビアの有名な俳優や女優を登場させている。

## エンターテイメント
B92が放送している、国外で製作された番組（2009年4月時点）:
| 原題                           | セルビア語題                  | 原産国         |
| ------------------------------ | ----------------------------- | -------------- |
| Medium                         | Medijum                       | アメリカ合衆国 |
| The Shield                     | Prljava značka                | アメリカ合衆国 |
| Scrubs                         | Stažisti                      | アメリカ合衆国 |
| Bitange i princeze             | Bitange i princeze            | クロアチア     |
| Sve će biti dobro              | Sve će biti dobro             | クロアチア     |
| SpongeBob SquarePants          | Sunđer Bob Kockalone          | アメリカ合衆国 |
| The American Future: A History | Američka budućnost - Istorija | イギリス       |

## 視聴率
2007年、B92はセルビアで3番目に視聴率の高いテレビ放送局である。2007年のシェアは9.3%であった。

## ニュース
B92の毎日のニュース番組は視聴者の間で高い人気がある。B92は、セルビアのニュース番組に関してセルビア国営放送に次いで2番目に高いシェアを持っている。毎日午後11時のニュース番組は特に高い人気があり、視聴率も高い。B92のニュース番組は幅が広く、高い視聴率を維持している理由のひとつとなっている。

## 音楽と書籍の販売
B92はまた、レコード・レーベルを運営しているが、あまりリリース数は多くない。B92が手がけたセルビアの音楽には、アイズバーン（Eyesburn）、ダークウッド・ダブ（Darkwood Dub）、カンダ・コジャ・イ・ネボイシャ（Kanda Kodža i Nebojša）、イントルデル（Intruder）、ヴルーム（Vrooom
、カル（Kal）などがある。また、ボバン・マルコヴィッチ（Boban Marković）やランボー・アマデウス（Rambo Amadeus）、エヴァ・ブラウン（Eva Braun）、ヤルボリ（Jarboliなどの既存のアーティストのアルバムもリリースしている。
B92の書籍部門はSamizdat B92と呼ばれ、マルコ・ヴィドイコヴィッチ（Marko Vidojković）やスルジャン・ヴァリャレヴィッチ（Srđan Valjarević）などの若い著者や、国外の著者の作品を販売している。
B92はまた、イェヴレイスカ通り（Jevrejska Ulica）のレックス文化センターを運営している。

## B92.net
B92.netはOpenNetとして1995年にB92のインターネット部門として開設された。その初期の数箇月の間は、アムステルダムからXS4ALLのダイヤルアップ回線が使用されていた。1996年初期、OpenNetはXS4ALLから貸与されたアナログ回線と6つの地元の回線を使用し、ユーゴスラビア連邦共和国の最初のインターネットサービスプロバイダとなった。OpenNetはまたB92ラジオとANEMラジオ、ANEMテレビジョンのノンストップ・インターネット中継を提供し、ANEMのラジオやテレビ局の間で音声や映像の通信も引き受けた。このため、B92とANEMのラジオやテレビの放送はインターネットから視聴可能であった。
北大西洋条約機構（NATO）によるユーゴスラビア空爆の間、スロボダン・ミロシェヴィッチ政権はB2-92の拠点を押さえ、その通信を不能にしたが、OpenNetはB2-92のラジオ放送をインターネットを通じて配信し続けた。信号は衛星や周辺諸国の局を通じてセルビアに再配信された。これらはリアルネットワークスの協力の下に行われている。
B92.netは1996年以来、セルビアの牽引的なインターネット・サイトであり続けている。B92.netへのアクセス数は1日あたり1百万を超え、訪問者数は20万人を超える。AlexaはB92を917位に位置づけ、またGoogleのページ・ランクでは7とし、南東ヨーロッパで最高の地位につけている。

## B92 information
B92 Infoは2008年4月7日に開設されたニュース専門放送局である。チャンネルはセルビアの全ての主要なケーブルテレビ・ネットワーク、およびインターネットでも配信されている。B92の人気の高いニュース関連の番組、「ポリグラフ」や「B92 Investigates」、「インサイデル」、「カジプルスト」、「ディザニェ」や、スポーツ番組がこのチャンネルを通じて配信される。B92はこのチャンネルについて、社のテレビ部門で最大のプロジェクトと称している。